# Taranto's
Taranto's fue una banda española creada en 1969 donde se unieron Lucas Sainz (guitarra), su hermano Alfonso Sainz (saxo y guitarra) e Ignacio Martín Sequeiros (bajo), todos ellos procedentes del grupo Los Pekenikes, junto con José "Joe" González (órgano), Luis Baizán (batería) y Joaquín Torres (guitarra), del grupo Los Pasos.
Utilizando un nuevo sello discográfico llamado Guitarra, fundado por los hermanos Sainz (en el que también grabaron Julián Granados -cuyo mayor éxito Lupita fue escrito por el propio Granados y Alfonso Sainz-, y Donna Hightower). grabaron un álbum con 11 títulos en él que se dejaba notar el sonido Pekenikes, con guitarras españolas y arreglos a lo "Herb Alpert y su Tijuana Brass", hasta tal punto que se sospechaba de que los hermanos Sainz hubieran tomado parte en el proyecto, cosa que ellos negaron siempre, aunque Joaquín Torres así lo expresa (véase enlace externo). Los Pekenikes tenían contrato vigente con el sello Hispavox, por lo que la formación hubo de mantenerse en riguroso secreto para evitar pleitos. Aunque se pensaba que se trataba de un nuevo grupo que competía seriamente con los propios Pekenikes, siempre existió recelo por su similitud con ese grupo.
El diseño de la portada del álbum fue obra de Tony Luz, ("ex" de Karina y guitarra rítmica de Los Pekenikes), que se basó, en clave de humor, en Las Meninas de Velázquez. En el interior, aparecían caricaturas de Charles de Gaulle, Nixon, Fidel Castro, Moshé Dayán y Hussein I de Jordania entre otros, como roqueros.
Del álbum extrajeron tres sencillos. El primero fue El Séneca, aflamencado y marchoso, que tuvo bastante éxito; la cara B era Un nuevo paraíso. El segundo incluía Muñeco de hielo y  Opus Pi, y el tercero: La danza del matador y La sonrisa de Dios. El carácter de algunos de los temas, han llevado a algunos autores a considerar a Taranto's como un antecedente del rock andaluz.
Los beneficios del álbum no fueron suficientes para la supervivencia económica del grupo lo que, unido a una falta de planificación adecuada, provocó su disolución en 1971.

## Discografía
-Temas de su único álbum-
- El Séneca (Made in Spain)
- Opus Pi
- La danza de los murciélagos
- Hueco para una lágrima
- La balada de los ejecutivos
- El muñeco de hielo
- El lirio desnudo
- Un nuevo paraíso
- Elsa
- Babel
- La sonrisa de Dios
- Tercer puente

Los temas siguientes no aparecieron en este álbum, sino posteriormente en una recopilación realizada por un sello discográfico español:
- La danza del matador
- Senda caliente (obsérvese la similitud entre este tema y Arena caliente, de Los Pekenikes).